# Plantation (condado de Broward)
Plantation es una ciudad ubicada en el condado de Broward en el estado estadounidense de Florida. En el Censo de 2020 tenía una población de 91,750 habitantes y una densidad poblacional de 1.628,66 personas por km²

## Geografía
Plantation se encuentra ubicada en las coordenadas 26°7′32″N 80°15′43″O / 26.12556, -80.26194. Según la Oficina del Censo de los Estados Unidos, Plantation tiene una superficie total de 56.79 km², de la cual 56.31 km² corresponden a tierra firme y (0.85%) 0.48 km² es agua.

## Demografía
Según el censo de 2010, había 84.955 personas residiendo en Plantation. La densidad de población era de 1.495,86 hab./km². De los 84.955 habitantes, Plantation estaba compuesto por el 69.92% blancos, el 20.27% eran afroamericanos, el 0.23% eran amerindios, el 3.88% eran asiáticos, el 0.07% eran isleños del Pacífico, el 2.77% eran de otras razas y el 2.87% pertenecían a dos o más razas. Del total de la población el 20.45% eran hispanos o latinos de cualquier raza.

## Personas notables

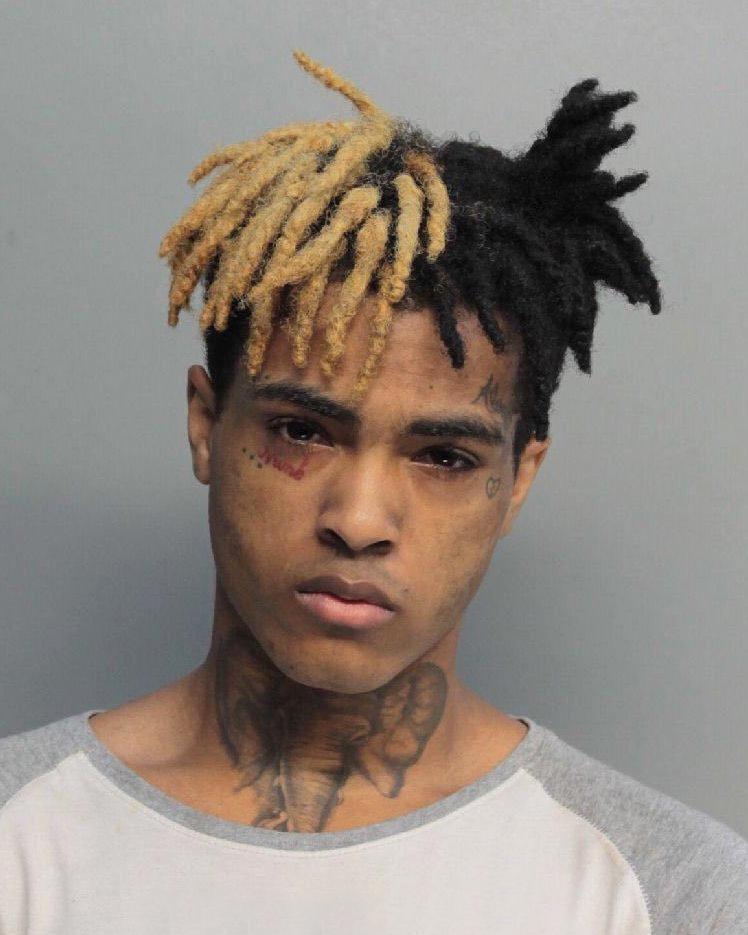
XXXTentacion

- XXXTentacion (nombre completo Jahseh Dwayne Ricardo Onfroy, 1998–2018), rapero[5]

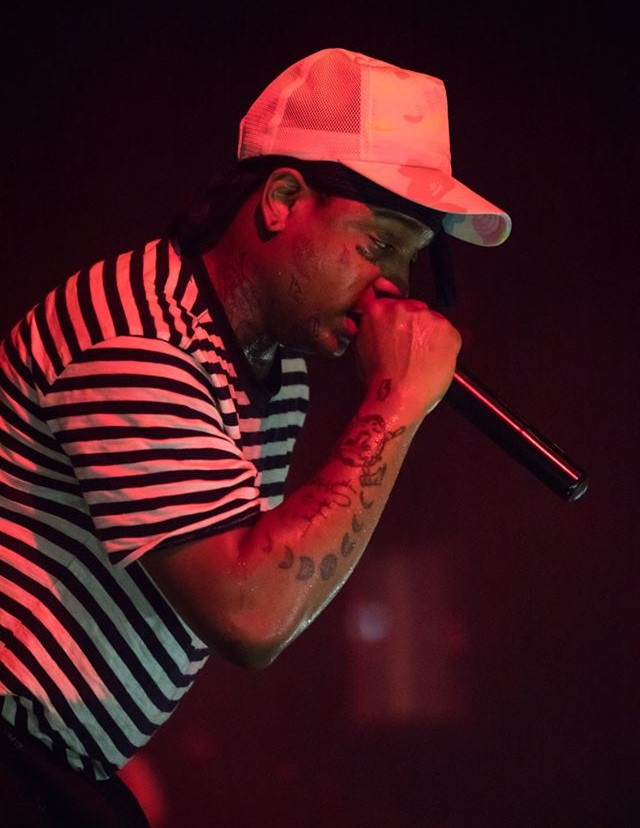
Ski Mask The Slump God

- Ski Mask The Slump GodSki Mask The Slump God (nombre completo Stokeley Goulbourne; 1996), rapero